# Chusquea microphylla
Chusquea microphylla là một loài thực vật có hoa trong họ Hòa thảo. Loài này được (Döll) L.G.Clark mô tả khoa học đầu tiên năm 1992.